# 河南省农业农村厅

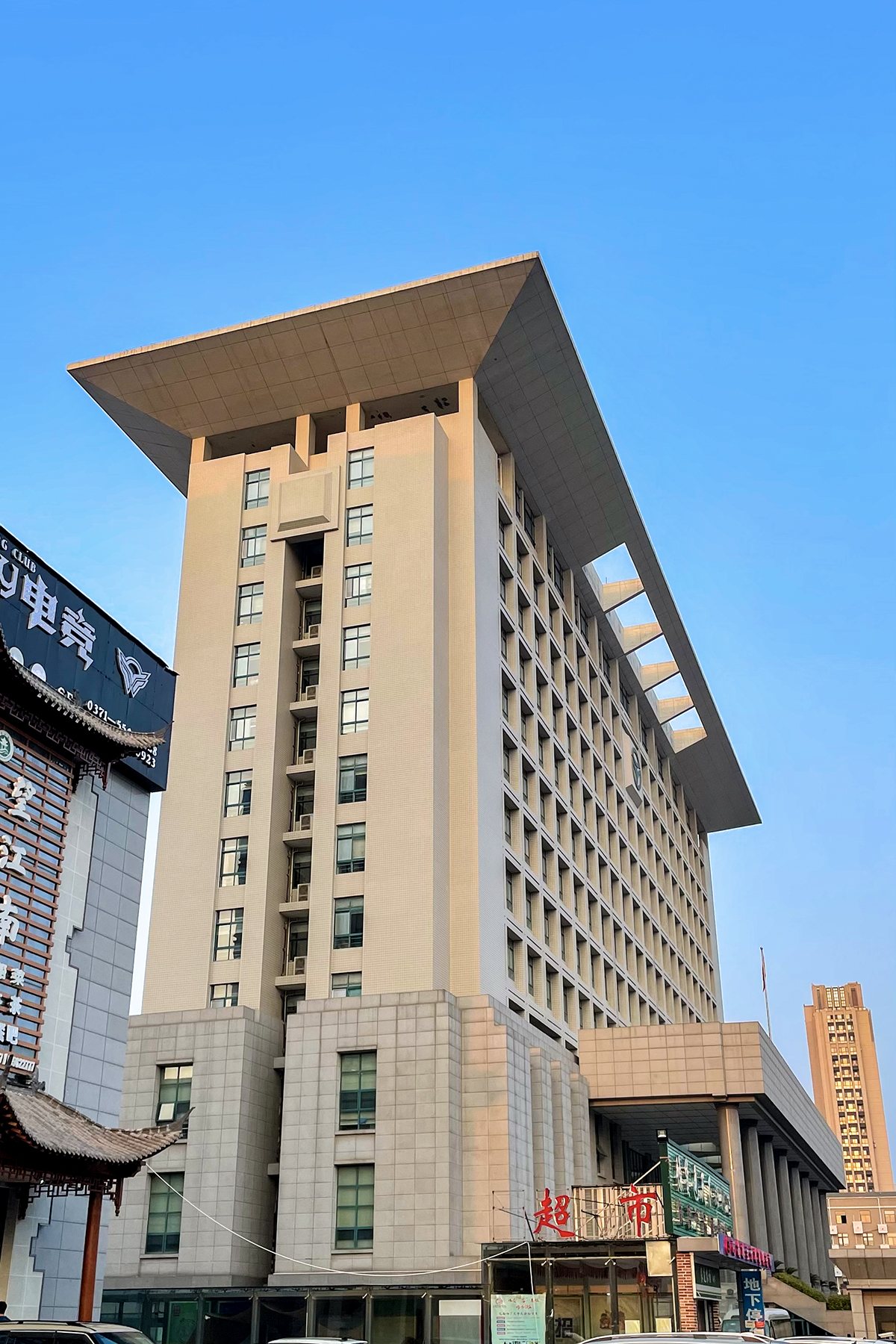
河南省农业农村厅办公大楼

河南省农业农村厅是中华人民共和国河南省人民政府主管省内农业和农村相关事务的组成部门。中共河南省委农村工作领导小组办公室设在省农业农村厅。

## 机构沿革
河南省农业农村厅于2018年11月29日正式挂牌成立，整合了河南省委农村工作办公室、原河南省农业厅、原河南省畜牧局的职责。除此之外，河南省农业农村厅还承担了河南省发展和改革委员会的农业投资项目、河南省财政厅的农业综合开发项目、原河南省国土资源厅的农田整治项目、河南省水利厅的农田水利建设项目等管理职责。

## 机构设置
河南省农业农村厅下设以下内设机构：
- 办公室
- 中共河南省委农村工作领导小组办公室秘书处
- 科技教育处（农业转基因生物安全管理办公室）
- 发展规划处
- 计划财务处
- 乡村产业发展处
- 市场与信息化处
- 政策与改革处
- 农村人居环境指导处
- 农村合作经济指导处
- 集体经济指导处
- 宅基地管理处
- 法规处（行政审批办公室）
- 农业综合行政执法监督局
- 农产品质量安全监管处
- 粮食作物处
- 经济作物处
- 种业管理处
- 农业机械化管理处
- 农田建设管理处
- 耕地质量监督评价处
- 审计绩效处
- 资源利用处
- 农药管理处
- 兽医处
- 动物疫情应急管理处（省政府重大动物疫情应急指挥部办公室）
- 畜禽屠宰管理处
- 畜牧处
- 人事处（河南省农村实用人才队伍建设和农村人力资源开发工作小组办公室）
- 机关党委（机关纪委）
- 离退休干部工作处

## 历任领导
| 厅长 - 申延平（2018年11月-2021年7月） - 宋虎振（2021年7月-2023年1月） - 孙巍峰（2023年1月-） | 党组书记 - 宋虎振（2018年11月-2023年1月） - 孙巍峰（2023年1月-） |